# Tóték (kisregény)
A Tóték Örkény István eredetileg filmforgatókönyvnek készült művének regényváltozata. A Pókék, majd Csend legyen! címmel elkészült változatokat a filmgyár megrendelésére készítette 1964-ben, de azt akkor nem fogadták el, ezért azt átdolgozta. Prózai műként először a Kortárs című folyóirat augusztusi száma közölte 1966-ban, már Tóték címmel. Könyvként először 1967-ben, a Nászutasok a légypapíron című kötetben jelent meg (Magvető). Drámává is átdolgozta, amelyet sikerrel játszottak Thália Színházban, 1967. február 24-től, és a dráma még abban az évben megjelent nyomtatásban is (Magvető). 
Önálló kiadásban a kisregény csak 1995-ben jelent meg először az Interpopulart Könyvkiadó Populart Füzetek sorozatában, a Modern próza kategóriában. Örkény e művéért 1969-ben Párizsban elnyerte a Fekete Humor Nagydíját (Grand Prix de l’Humour Noir du Spectacle).
Én Tóttal érzek, de az Őrnagy is én vagyok.

## Történet
|  | Alább a cselekmény részletei következnek! |

A történet a második világháború idején, 1942 nyarán, egy észak-magyarországi kis idilli faluban, Mátraszentannán játszódik. A Tót család feje, Lajos, a község tűzoltóparancsnoka nagy köztiszteletnek örvend. Felesége, Mariska és lánya, Ágika valósággal istenítik. Tóték fia, Gyula az orosz fronton szolgál. Mivel a háború elején a község postását behívták, egy félkegyelmű, torz alakot, Gyuri atyust tették a helyébe. Gyuri atyusnak rendkívüli szimmetriaérzéke van, ez az érzék közrejátszik, hogy ki, mikor és milyen levelet kap. Gyuri atyus Tótékat különösen szereti, azért mert Tót mindig ad magára, a haját középen elválasztva fésüli, ezért ha kettévágnák, mindegyik oldala tökéletesen egyforma lenne.
Egy nap levél érkezik Tótéknak, melyben fiuk közli, hogy parancsnokát, Varró őrnagyot sikerült rávennie, hogy megromlott idegállapota miatt kéthetes betegszabadságra hozzájuk érkezzen. Gyula megemlíti a levélben, hogy az őrnagy egyes szagokat nem tud elviselni. Tót mindent megtesz annak az érdekében, hogy az őrnagy úr a lehető legjobb véleménnyel térjen vissza. Mariska elmegy volt munkahelyére, a moziba és elkéri a vaporizatőrt, amely kellemes fenyőillatot áraszt szét a házban, Ágikát pedig anyja megkéri, hogy egypár holmit kérjen kölcsön a szomszédoktól. Ágika teljesen felhevülve várja az őrnagyot. Eközben egy sürgöny érkezik a Magyar Vöröskereszttől, amelyben Gyula halálhírét tudatják. A postás, mivel szereti Tótékat – és ezért csak jó híreket tartalmazó leveleket ad nekik –, vízzel teli hordóba dobja a levelet.
Tótéknak volt egy elképzelésük az őrnagyról. Azt hitték, hogy az őrnagy magas, délceg, sudár. Amikor tehát várták az autóbusz-megállóban, egy ilyen őrnagyot kerestek. Ám ez alkalommal kettő szállt le a buszról. Az egyik egy jó felépítésű, parancsoló tekintetű volt, pont olyan, mint amilyennek az őrnagyot képzelték. Tóték üdvözlik, ám ekkor tudatja velük az őrnagy, hogy rossz helyen szállt le. A másikhoz igyekeznek, aki ott várt a buszmegállóban. Tót egy kis csalódást érez, mivel ez az őrnagy egy alacsony termetű, ütött-kopott ruhában lévő alak. Mariska is hasonlóan érez, de Ágika nem. Őneki ez az őrnagy jobban tetszett, mint az előbbi. Mivel Tót az átlagosnál magasabb ember, az őrnagy pedig az átlagosnál alacsonyabb, újabb félreértés történt. Az őrnagy ugyanis azt hiszi, hogy Tót a háta mögé néz. A konfliktust Ágika ötlete oldja meg. Azt tanácsolja az apjának, húzza a szemébe a tűzoltósisakját, és akkor teljesen mindegy, hogy hova néz. Tót először nem hajlandó ezt megtenni, ugyanis félti a tekintélyét, ám kis unszolásra megteszi. Mikor hazaérnek, az őrnagy mély álomba zuhan. Miközben az őrnagy alszik, a látogatók sorra érkeznek, hogy szemügyre vegyék a vendéget.
Mikor beesteledik, a Tót család az udvaron levegőzik. Tót szokás szerint nagyot nyújtózkodik, és nagyot nyög hozzá. Erre az őrnagy felébred, és az udvarra igyekszik. Az őrnagy játszani akar, de Tót nem ért se a sakkhoz, se a kártyákhoz. Az újabb kínos helyzetet ismét Ágika oldja meg. Amikor nincs jobb dolguk, Mariska és ő dobozolni szoktak. Az őrnagynak nagyon megtetszik a dolog, és azonnal nekilátnak a munkának. Még Tótot is ráveszik, hogy dobozoljon velük. Egy elkésve érkezett levélben Gyula tudatja szüleivel, hogy az őrnagyot az álmosság legkisebb jele is felbosszanthatja. Tót erről mit sem sejtve elásítja magát. Az őrnagy természetesen megsértődik, ám Tót megnyugtatja, hogy csak azért ásított, mert jól érzi magát. Egész este dobozolnak. Mikor megvirradt, az őrnagy elégedetten megy aludni. Tót ráhanyatlik az asztalra, és álomba merül. Mariska és Ágika nagy nehezen az ágyba teszik.
Mivel Tóték napirendje teljesen a feje tetejére állt, lassan megtanultak aludni addig, amíg a leves ki nem hűl, amíg a kávé fel nem forr. Este a dobozolásnál Tót semmitmondóan maga elé néz, ezt az őrnagy észre is veszi. Tót azzal magyarázza, hogy berepült egy lepke. Az őrnagy faggatóra fogta Tótot, nem jutott-e valami az eszébe. Tót nehezen azt mondja, a margóvágó (amivel a kartonokat vágják) kicsi, és újat kell csinálni. Másfél nap múlva elkészül az új margóvágó. Tót egyik este elszökik, és a plébánosnál talál menedéket. Mariska érte megy, és miután hazavitte, Tót bezárkózik az illemhelyre. Az őrnagy zokon veszi ezt, és éppen készül, hogy a buszmegállóhoz menjen, amikor Ágika és Mariska rábeszélik, hogy váltson egy-két szót Tóttal. Hamar tisztázzák a dolgot.
Miután letelt a két hét és az őrnagy elutazik, egy új postás ismételt értesítőt küld a halálesetről. Ezáltal a Tót család tagjainak téves elképzelése szerint az őrnagy a bolondját járatta velük. Egyik estére a Tót család kint levegőzik a kertben. Ekkor azonban megjelenik az őrnagy azzal a hírrel, hogy a partizánok felrobbantottak egy hidat, és emiatt három napig nem járhatnak a vonatok. Az őrnagy egyből dobozolni szeretne. Tót azt mondja, a margóvágót levitte a kertbe. Az őrnaggyal együtt lemennek, ahol a sötétben Mariska és Ágika háromszor hallja lecsapódni a margóvágó karját. Mikor Tót visszajön, Mariska megkérdezi, háromba vágta-e. Tót azt feleli, négy egyforma darabba vágta, és megkérdezi, talán nem jól tette-e. Mire Mariska így helyesel: „de jól tetted, te mindig tudtad, mit hogyan kell csinálni”.
|  | Itt a vége a cselekmény részletezésének! |

## Szereplők

Részlet az Isten hozta, őrnagy úr! című filmből

- Varró őrnagy: a faluba betegszabadságra érkező katona, akinek a háború megrongálta az idegeit
- Tót Lajos: a falu köztiszteletnek örvendő tagja, tűzoltóparancsnok
- Tótné, Mariska: a férjére felnéző, a gyermekeit féltő anya
- Ágika: 17 éves naiv, fiatal lány, apjára felnéző gyermek, szerelmes az őrnagyba
- Gyuri atyus: a falu félkegyelmű postása
- Tomaji plébános: a falu papja
- Klein, vendéglős
- Berger mozis: egri mozitulajdonos, Mariska egykori munkaadója
- Cipriani professzor, ideggyógyász: a falu jómódú, híres professzora
- Gizi Gézáné: a falu rossz hírű asszonya
- Tót Gyula zászlós: a Tót család fiatalabb férfi tagja, aki az orosz fronton szolgál
- Hamp Gábor: a falu sofőrje